# Mongmong-Toto-Maite
Mongmong-Toto-Maite  (Chamorro. Mong Mong-Totu-Maiti) är en village (administrativ enhet) i Guam (USA). Den ligger i den centrala delen av Guam, 4 km öster om huvudstaden Hagåtña. Antalet invånare är 6 825. Arean är 4,8 kvadratkilometer. Kommunen består av tre byar; Mongmong, Toto och Maite.
Mongmong-Toto-Maite  ligger på ön Guam.
Terrängen i Mongmong-Toto-Maite  är platt.